# 아구스타웨스틀랜드 AW609

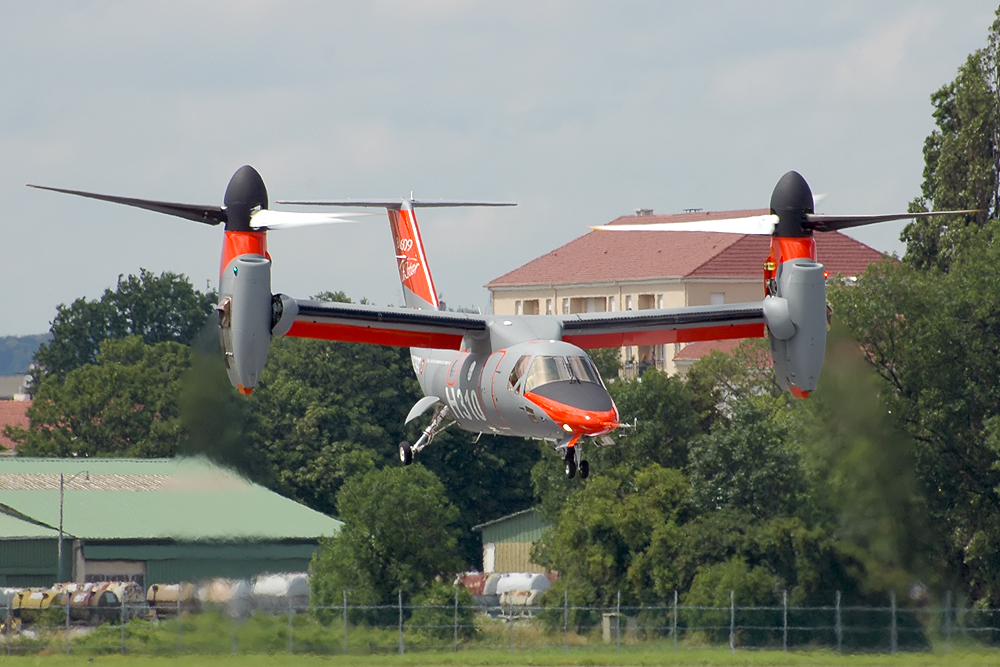
2007년 파리 에어쇼에서 헬기 모드로 날고 있는 AW609

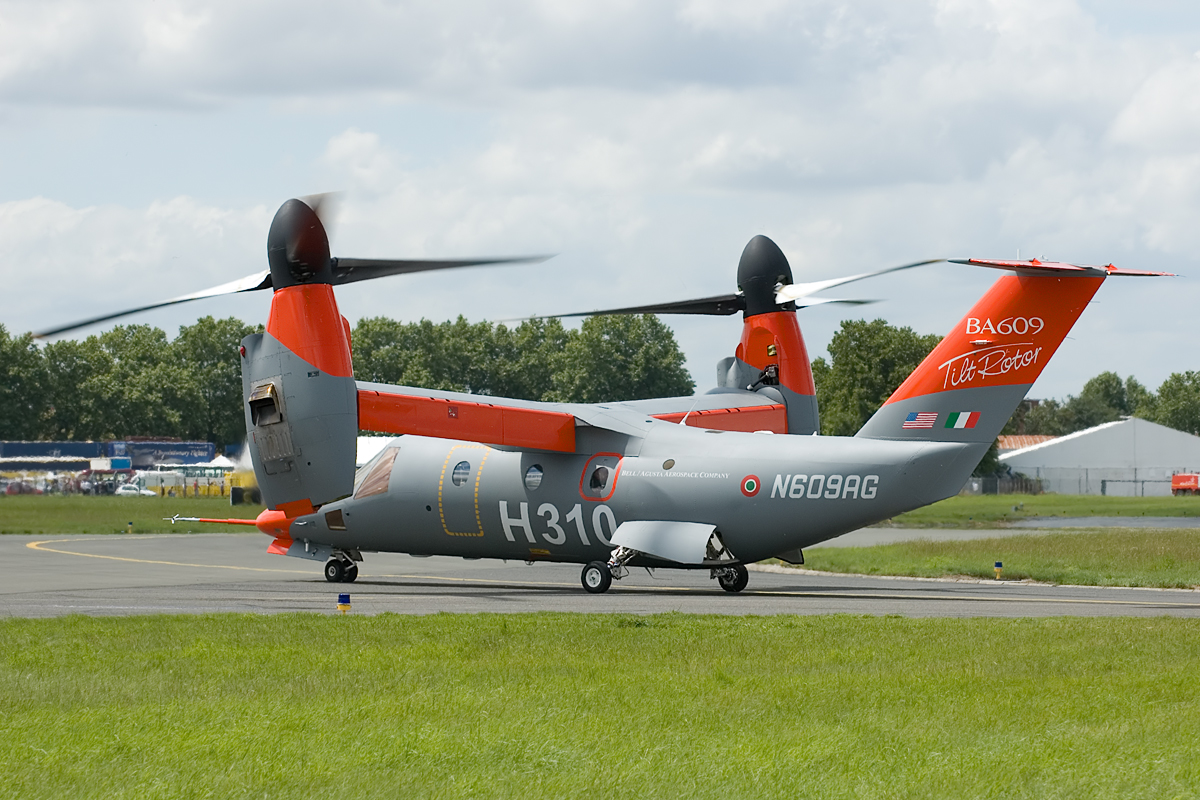
벨/아구스타 AW609

아구스타웨스트랜드 AW609 또는 이전 이름인 벨/아구스타 BA609은 V-22 오스프리와 유사한, 민간용 쌍발엔진 틸트로터 수직이착륙(VTOL) 항공기이다.
이것은 벨 헬리콥터 텍스트론과 아구스타웨스트랜드의 합작 벤처사인 벨/아구스타 항공우주 회사(BAAC: Bell/Agusta Aerospace Company)에서 개발하였다.

## 역사
AW609 시제기의 첫 지상 시험은 2002년 12월 6일에 있었다. 처녀 비행은 미국 텍사스주 알링턴에서 2003년 3월 6일에 있었다. 로이 홉킨스(Roy Hopkins)와 드웨인 윌리엄스(Dwayne Williams)가 시험비행 조종사였다.
미국과 유럽 항공 당국의 승인(Certification)은 2010년에 이뤄질 것으로 예상되며, 그 직후에 AW609의 첫 인도분이 전달될 것으로 전망된다. BAAC는 18개국의 40곳에서 60대 이상의 물량을 주문받은 상태이다.

## 제원
정보의 출처: The International Directory of Civil Aircraft, 2003-2004
일반 특성
- 승무원: 1명 또는 2명
- 용량: 6 ~ 9명 승객 / 5,500 lb (2,500 kg) 적재
- 길이: 44 ft (13.3 m)
- 로터직경: 25 ft 10 in (7.92 m)
- 날개폭: 38 ft 5 in (11.7 m)
- 로터폭: 60 ft 5 in (14.1 m)
- 원판면적: 981.75 ft² (98.53 m²)
- 공허중량: 10,483 lb (4,765 kg)
- 유효탑재량: 5,500 lb (2,500 kg)
- 최대이륙중량: 16,800 lb (7,600 kg)
- 엔진: 2× 프랫 & 휘트니 캐나다 PT6C-67A 터보샤프트, 1,940 hp (1,447 kW)  각각

성능
- 최대속도: 275 knots (315 mph, 510 km/h)
- 순항속도: 260 knots (299 mph, 465 km/h)
- 항속거리: 750 nmi (852 mi, 1,390 km)
- 상승한도: 25,000 ft (7,620 m)
- 상승률: 1,500 ft/min (7.62 m/s)

### 기내 제원
- 내부 객실:
  - 길이: 4.09 m (161 in)
  - 폭: 1.47 m (58 in)
  - 높이: 1.42 m (56 in)

## 같이 보기
- V-22 오스프리
- 틸트로터